# Templo de Saturno

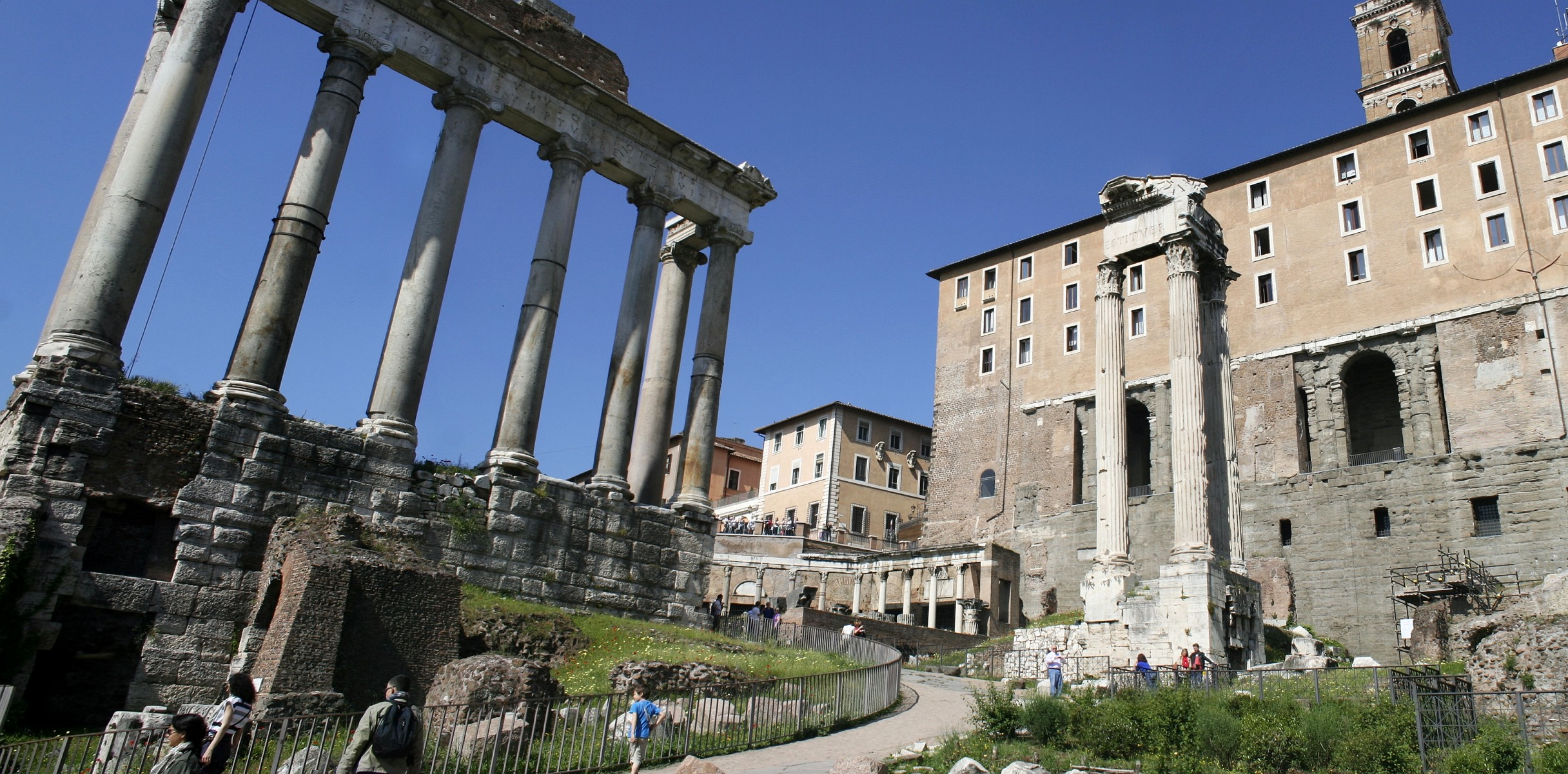
A la izquierda, el templo de Saturno. A la derecha el templo de Vespasiano. Entre ambas, arranca la subida al Capitolio.

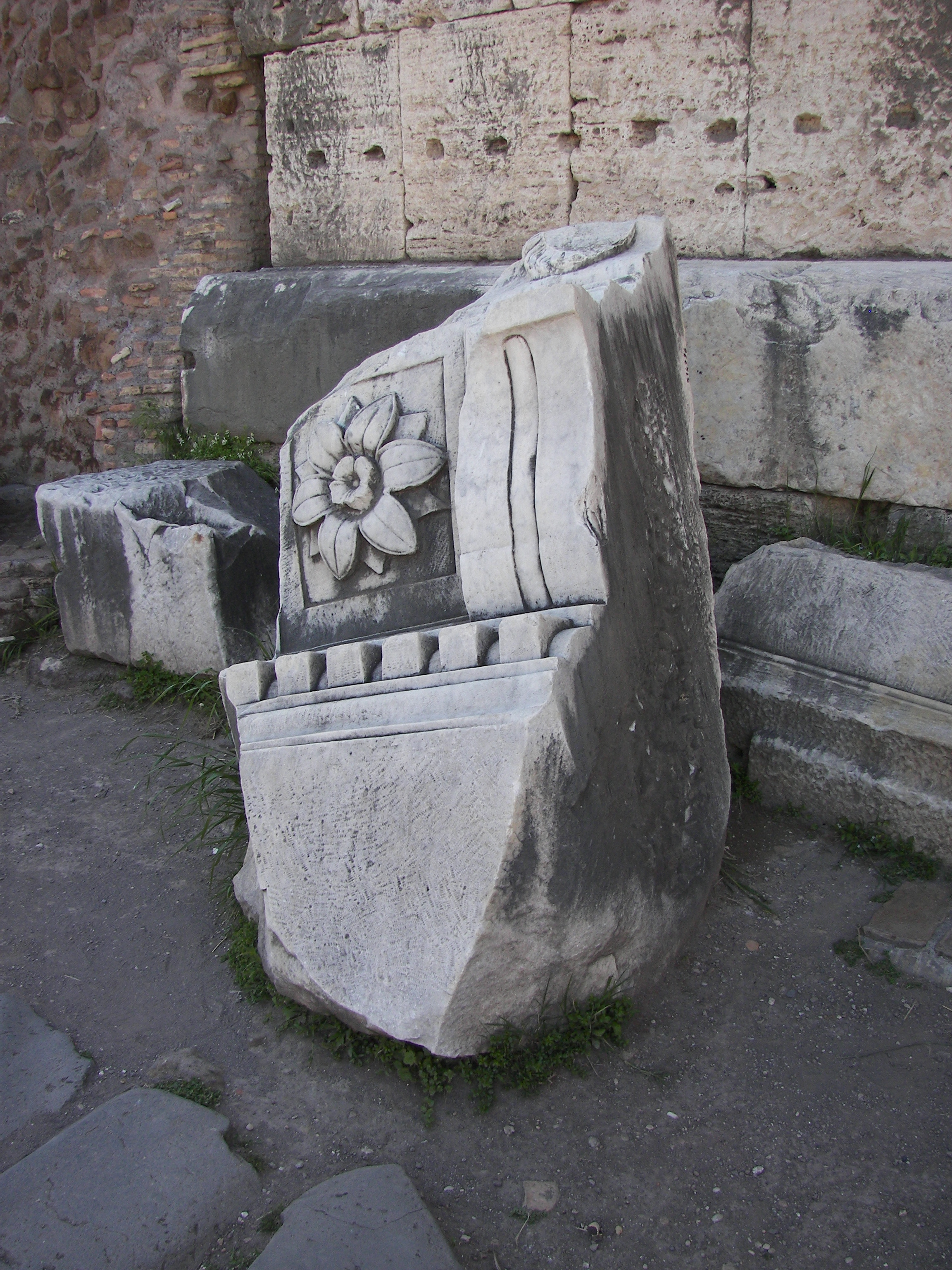
Fragmento de la cornisa del templo.

El templo de Saturno (en latín: Templum Saturni o Aedes Saturni) es un monumento dedicado a la deidad agrícola Saturno que se erige en el extremo occidental del Foro Romano en Roma. Es uno de los templos romanos más antiguos construidos en el entorno del Foro. Se construyó entre 501 y 498 a. C. Algunas fuentes lo atribuyen al rey Lucio Tarquinio el Soberbio y otras lo datan de comienzos de la República romana. Bajo la República, una habitación amueblada en el templo o en las proximidades inmediatas, guardaba los documentos oficiales del Estado y del tesoro público (Ærarium, «erario»).

## Ubicación
El templo, que está orientado al norte, se erigió en la esquina sudoeste del Foro Romano (in Foro Romano, sub Clivo Capitolino), al pie de la vertiente oriental de la colina Capitolina, en las proximidades de la basílica Julia. Delante del templo, una calle empinada, parte de la vía Sacra, conecta el Vicus Iugarius con el Clivus Capitolinus. El templo marca el comienzo del Clivus Capitolinus, el antiguo camino que llevaba a la cima de la colina Capitolina. Justo antes de la intersección de las dos vías, el Vicus y el Clivus abarcando el Vicus Iugarius, destacaba un arco de triunfo que Tiberio hizo erigir en el año 16 para conmemorar las victorias de Germánico y cuyos cimientos aún son visibles entre el templo y la basílica.

## Función

### El culto a Saturno
El culto a Saturno es uno de los más antiguos de Roma. La tradición romana hizo del dios caído Saturno, refugiado en el Lacio, el fundador de una ciudad mítica en el Capitolio, Saturnia. La divinidad habría enseñado a los romanos a cultivar la tierra. Le dedicaron un altar al pie del Capitolio y sería ante este altar arcaico que construyeron el templo.

### ElAerarium
Aunque dedicado al dios Saturno, el principal uso del templo era servir de sede al tesoro del Imperio Romano (aerarium), almacenando las reservas de oro y plata. Bajo la República, el templo guardaba el tesoro público del Estado Aerarium o Ærarium populi Romani) gestionado por dos cuestores uno de los cuales tenía la responsabilidad de las llaves de la sala construida en el templo. El erario debió ser almacenado en la cella del templo o en una pieza situada debajo de la parte delantera del podio. El templo de Saturno fue elegido como lugar de depósito del tesoro ya que, según la leyenda, no se cometían robos cuando Saturno reinaba en Italia. Además, bajo su mandato, el concepto de propiedad privada no existía sino que todo lo que estaba guardado en el templo se consideraba como un bien común. Según Plutarco, podría haber sido Valerio Publícola quien convirtiera el templo en sede del erario —al proclamarse la República romana a finales del siglo VI a. C.— dado que era un lugar con buenas defensas y difícil de ser asediado.
Los cuestores fueron reemplazados por dos ediles por Julio César en el 45 a. C. y luego por dos prefectos de rango pretoriano a partir del 29 a. C., pero para entonces, el erario ya no estaba en el templo de Saturno ya que a finales de la República, poco después del 45 a. C., se desplazó a otro edificio (quizá el templo de Juno Moneta) mientras que los otros archivos se transfirieron al Tabulario. La actividad principal de estos magistrados era la gestión de los ingresos y los gastos, tarea simbolizada por la presencia de dos balanzas en el templo.
Entre los documentos más importantes depositados en el Erario, se encuentran las copias de las leyes grabadas en bronce (leges) y los senadoconsultos, que no estaban vigentes sino a partir del momento en que se archivaran las copias, los locationes para los contratos públicos, los registros de deudas con el Estado mantenidos por los censores, las cuentas de las actividades financieras de los promagistrados, una lista de decisiones de orden financiero adoptadas por el Senado y otros registros importantes. Estos documentos oficiales podían fijarse en el exterior sobre un gran panel en la parte superior del podio para que lo pudiera leer todo el mundo.
El tesoro depositado en esta pieza albergaría igualmente en tiempos de paz (Pax Romana) las insignias de las diferentes legiones.

## Historia

### Antigüedad

#### Construcción y primera consagración
Los autores antiguos no coinciden en la fecha de fundación del templo ni el lugar de su emplazamiento·. Según Tito Livio, la construcción del templo empezó durante el consulado de Tito Larcio y de Quinto Clelio Sículo, en 498 a. C. Se habría completado en 497 a. C., año durante el cual se habría consagrado por los cónsules Aulo Sempronio Atratino y Marco Minucio Augurino·. Pero según Dionisio de Halicarnaso, fue durante el primer consulado de Tito Larcio con Póstumo Cominio Aurunco como colega que se decidió la construcción del templo. El Senado habría encargado por decreto a Póstumo Cominio que dedicase el templo. El aniversario de esta consagración, el 17 de diciembre, marca el comienzo de la fiesta de las Saturnales, o quizá ocurrió al revés, se fijó deliberadamente esta fecha para corresponder con las festividades más antiguas.
Macrobio habla de una tradición según la cual Tulio Hostilio dedicó un altar a Saturno como un monumento que celebrase su victoria sobre los sabinos. Más tarde instituyó las Saturnalia. Este lugar de culto, que quizá sea el origen del templo de Saturno, es calificado de fanum y pudo de hecho no tener ninguna relación con el templo republicano y corresponderse con el altar situado en las proximidades de los rostra imperiales. Según otra tradición, relatada por Macrobio o Varrón, el templo de hecho fue dedicado por Tarquinio el Soberbio, último rey de Roma, y construido poco antes de su deposición. Se trataría para el rey de una oferta de compensación un nuevo lugar de culto para esta divinidad asociada al Capitolio y de donde quedó excluida con la construcción del templo de Júpiter Capitolino, dedicando la colina a la tríada Júpiter, Juno y Minerva. La construcción no estaría terminada en el momento de la deposición de los Tarquinios y los trabajos quedarían en suspenso durante el tiempo en el que la situación política de Roma se estabilizase. Se habrían retomado una década más tarde por parte de los magistrados entonces en funciones. De todos modos, el templo no se habría consagrado por vez primera sino entre el año 501 a. C. y el 497 a. C.

#### Segunda consagración
El templo parece haberse consagrado de nuevo por un tal Lucio Furio, tribunus militum, después de la segunda mitad del siglo V a. C. En 174 a. C., un pórtico se construyó entre el templo y la Curia Hostilia en el Comitium, cerrando con una columnata el extremo noroeste del Foro Romano.

#### Reconstrucción de Lucio Munacio Planco

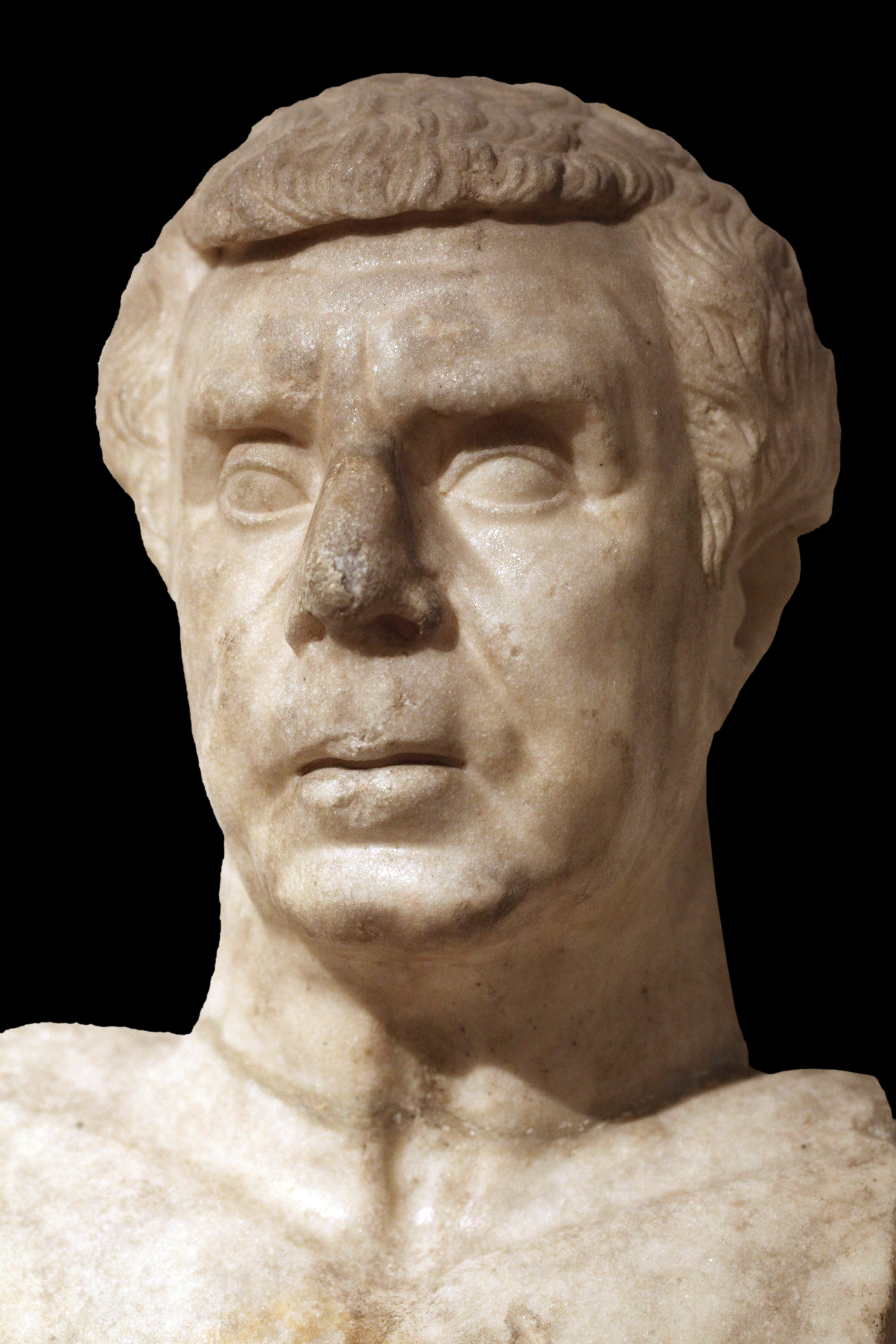
Busto que se supone que es de Lucio Munacio Planco

En el año 42 a. C., el templo republicano de estilo toscano, que ciertamente conservaba su apariencia arcaica del siglo V a. C. fue reconstruido por entero según un estilo helenístico por Lucio Munacio Planco·· que financió los trabajos gracias al botín amasado tras sus victorias sobre los pueblos alpinos de Recia·. Parece que el avance de los trabajos fue irregular, perturbado por las luchas políticas con la guerra que enfrentó a Octavio y Marco Antonio de quien Lucio Munacio Planco era partidario. Sin embargo, Planco acabó por pasarse al campo de Octavio en 32 a. C., algunos meses solamente antes de su victoria sobre Marco Antonio en Accio. Los trabajos en Roma se reemprendieron y la reconstrucción del templo de Saturno no se terminó hasta el final de los años 30 a. C. Se trataría de uno de los últimos ejemplos de financiación de trabajos de restauración de un monumento importante por un particular ajeno a la familia imperial·. Tácito menciona el templo para el año 16 cuando habla de la construcción de un arco de triunfo en las cercanías.

#### Últimas restauraciones después del incendio de Carino
Una importante restauración, en efecto una reconstrucción, tuvo lugar después del gran incendio que estalló bajo el reinado de Carino en 283, tal vez a comienzos del siglo IV, sin embargo es poco probable que el templo quedara dañado en aquel incendio, no se lo menciona por los autores antiguos que ofrecieron una lista de los daños materiales relativamente precisa. El templo fue restaurado por última vez durante la segunda mitad del siglo IV, entre 360 y 380, período en el que se asistió a una renovación de los cultos paganos. Durante estas dos últimas restauraciones, los materiales se recuperaron de otros monumentos como atestigua la disparidad de las bases de las columnas, de tres tipos diferentes, los fustes de las columnas que procedían del foro de Trajano y los modillones de la cornisa que son de época augústea.

### Restos
Las ruinas del templo visibles hoy en día comprenden ocho columnas con fuste liso y una parte del entablamento, que data probablemente de la restauración del siglo IV. Los vestigios del imponente podio en opus caementicium revestido de travertino y que sirve de cimiento datan de la reconstrucción de Lucio Munacio Planco.

## Descripción

### El templo arcaico
En el interior de los restos del imponente podio del templo de época imperial se descubrieron los restos de los cimientos de la época republicana que se componía de cuatro muros en toba cappellaccio en opus quadratum con una altura máxima de diez filas de piedra. Los restos de estos muros tienen un grosor de 3 metros para una altura máxima de 3,92 metros. Dada la situación del templo en relación con el Capitolio y la diferencia de nivel entre cada lado de aproximadamente 6 metros, el templo arcaico de estilo toscano debió alzarse sobre una terraza que servía de base, tal vez accesible desde el adyacente Clivus Capitolinus.

### El templo restaurado

#### Arquitectura exterior
Las reconstrucciones modernas del templo de Saturno se basan en gran parte en los trabajos llevados a cabo por los arqueólogos Giuseppe Lugli y Piero Maria Lugli. No obstante, esta reconstrucción se basa en un fragmento de la Forma Urbis con la inscripción incompleta ORDIA, completada en CONCORDIA e identificado como representante de la zona del Foro Romano ocupado por el templo de la Concordia, el templo de Vespasiano y el templo de Saturno·. Una hipótesis más reciente propone identificar este fragmento como representante de una zona del Aventino, en torno al templo dedicado a Venus Verticordia, lo que haría de los primeros intentos de reconstrucción parcialmente fallidos, sobre todo en lo que concierne a la escalera frontal.
El templo ocupa el extremo oriental de un espacio más amplio (Area Saturni) que comprende una amplia zona en la parte trasera del edificio. Después de la reconstrucción de Planco, el templo tenía un largo de 40 metros y una anchura de 22,5 metros. Es pseudo-períptero hexástilo de orden jónico y conserva a pesar de sus numerosas reconstrucciones y la reutilización de numerosos elementos sacados de otros monumentos (spolia) los rasgos particulares de los templos itálicos, como el hecho de alzarse sobre un podio, de 24 metros de ancho por 33 de largo, que se eleva en nueve metros encima de la explanada del Foro. El podio está construido en opus caementicium disimulado por bloques de travertino recubiertos de mármol.
Las seis columnas de la fachada de trece metros de alto llevan fustes lisos de 1,35 metros de diámetro en la base y de 11,65 metros de alto, en granito gris egipcio de Mons Claudianus, las otras a los lados son de granito egipcio rosa. Los capiteles jónicos en mármol blanco de Tasos datan de una restauración durante la Antigüedad tardía. Se componen de cuatro caras con las volutas dispuestas en diagonal. Las mases de las columnas están adornadas con molduras que recuerdan la forma de una cuerda (hypotrachelion).
Se accede al pronaos gracias a una gran escalera frontal cuyas proporciones y la disposición en relación con el templo no se conocen con precisión. Según una primera hipótesis, la escalera solo cubriría un tercio de la fachada y estaría encuadrada por dos grandes elementos rectangulares que prolongarían el podio bajo la forma de una terraza·. Según una segunda hipótesis, la presencia de estos dos elementos surge del estudio de un fragmento de la Forma Urbis cuya identificación es errónea y la escalera cubriría todo lo ancho del templo a pesar de la diferencia de altura entre el Vicus Iugarius a un lado del templo y el Clivus Capitolinus al otro lado. Finalmente, según una tercera hipótesis, la diferencia de nivel entre los dos lados del templo no permitiría construir una escalera más estrecha que llevaría a una primera terraza a partir de la cual empieza una segunda escalera que es tan ancha como la fachada. El porche (pronaos) tiene tres intercolumnios de profundidad, un cuarto de la longitud total del edificio, de proporciones típicas del templo romano de finales de la República y comienzos del Imperio. Más allá del porche, las columnas laterales se adosan a los muros exteriores de la cella.

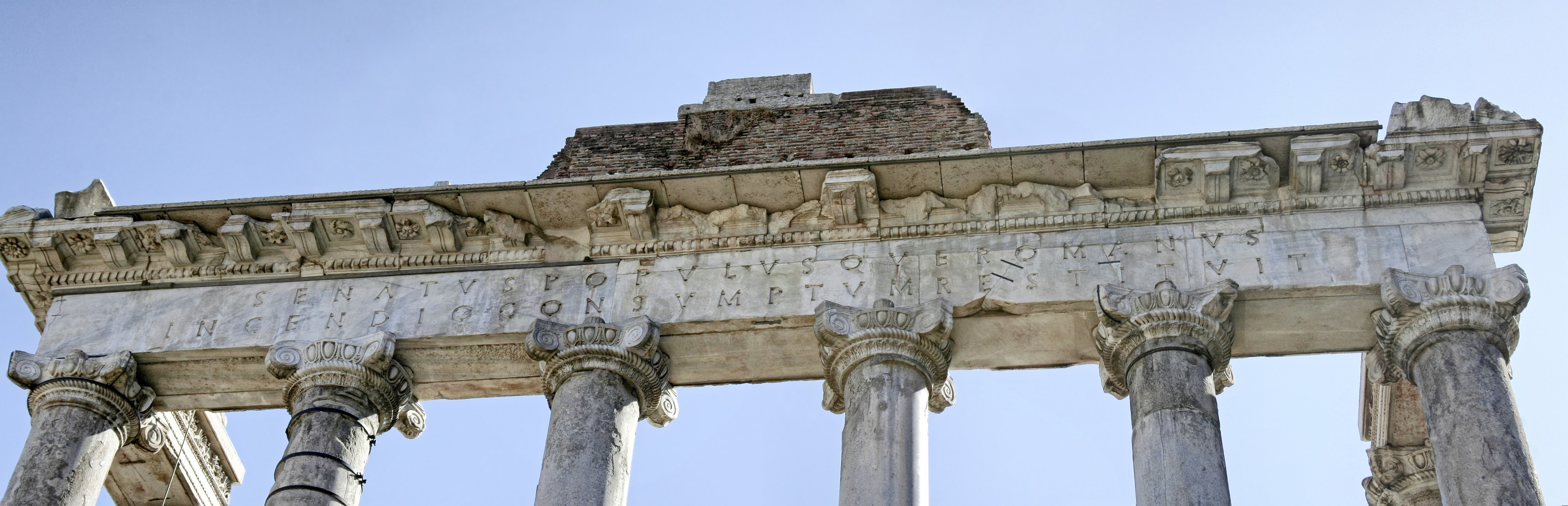
Entablamento e inscripción dedicatoria del templo de Saturno.

En el entablamento frontal, el friso y el arquitrabe están invertidos de manera que está grabada la inscripción siguiente: SENATVS POPVLVSQVE ROMANVS | INCENDIO CONSVMPTVM RESTITVIT, esto es, «el Senado y el Pueblo romano construyeron [el templo] destruido por un incendio», haciendo con ello referencia, probablemente, al incendio de Carino. Los motivos que adornan el entablamento de tiempos de Augusto son ahora visibles desde el interior del pronaos. Según Macrobio, las acroteras del frontón están decoradas por grupos estatuarios representando tritones y caballos.

Yo añadiría que se posó sobre la parte superior del templo de Saturno de los Tritones, la trompeta en la boca; ya que desde su época a la nuestra, la historia es tan clara y elocuente; mientras ella estaba mudo delante, oscura y mal entendido; esto es lo que representa la cola de los tritones, hundida y oculta en el agua.
Macrobio, Saturnales, libro I, VIII.

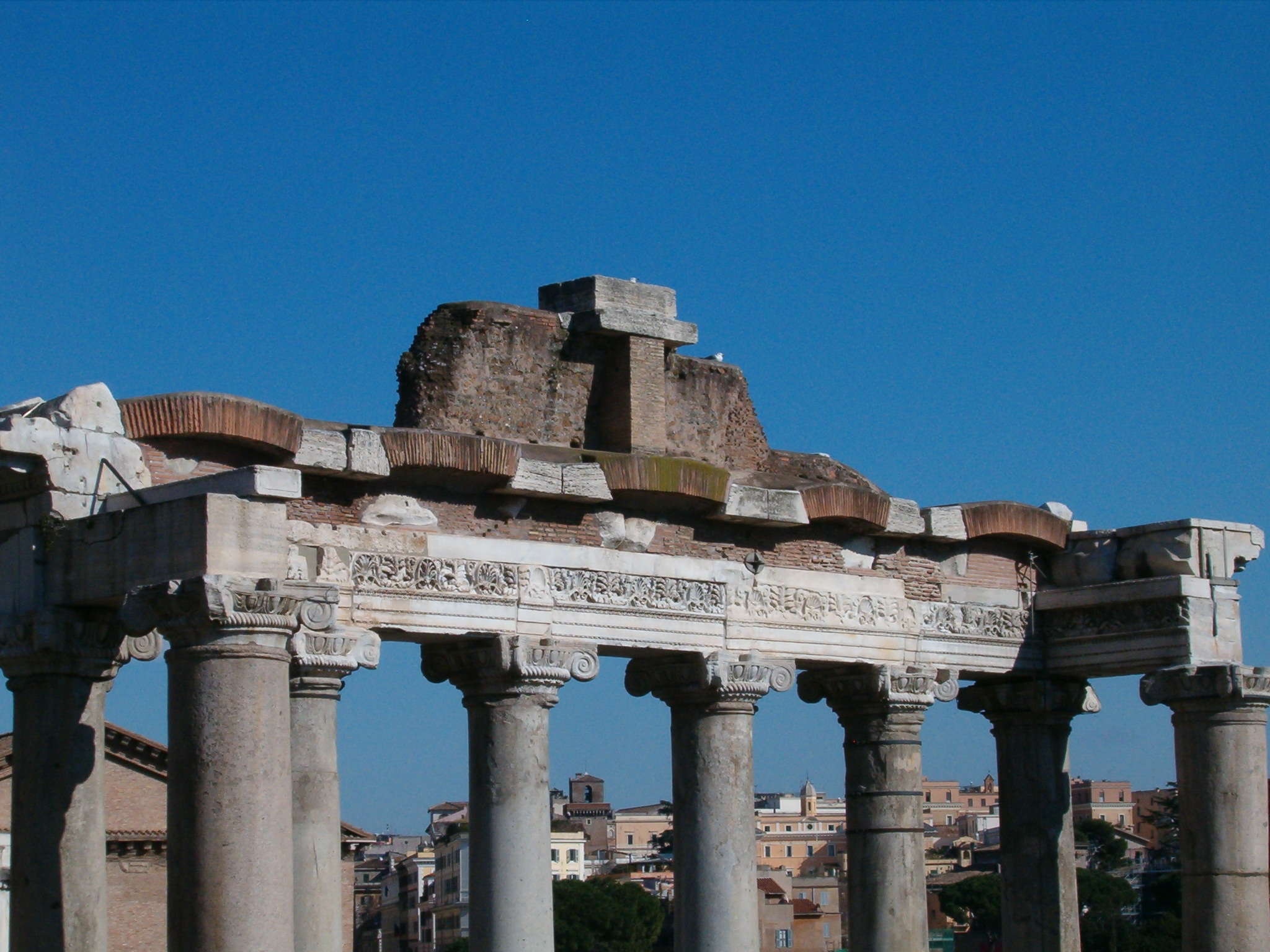
Detalle del interior del entablamento.
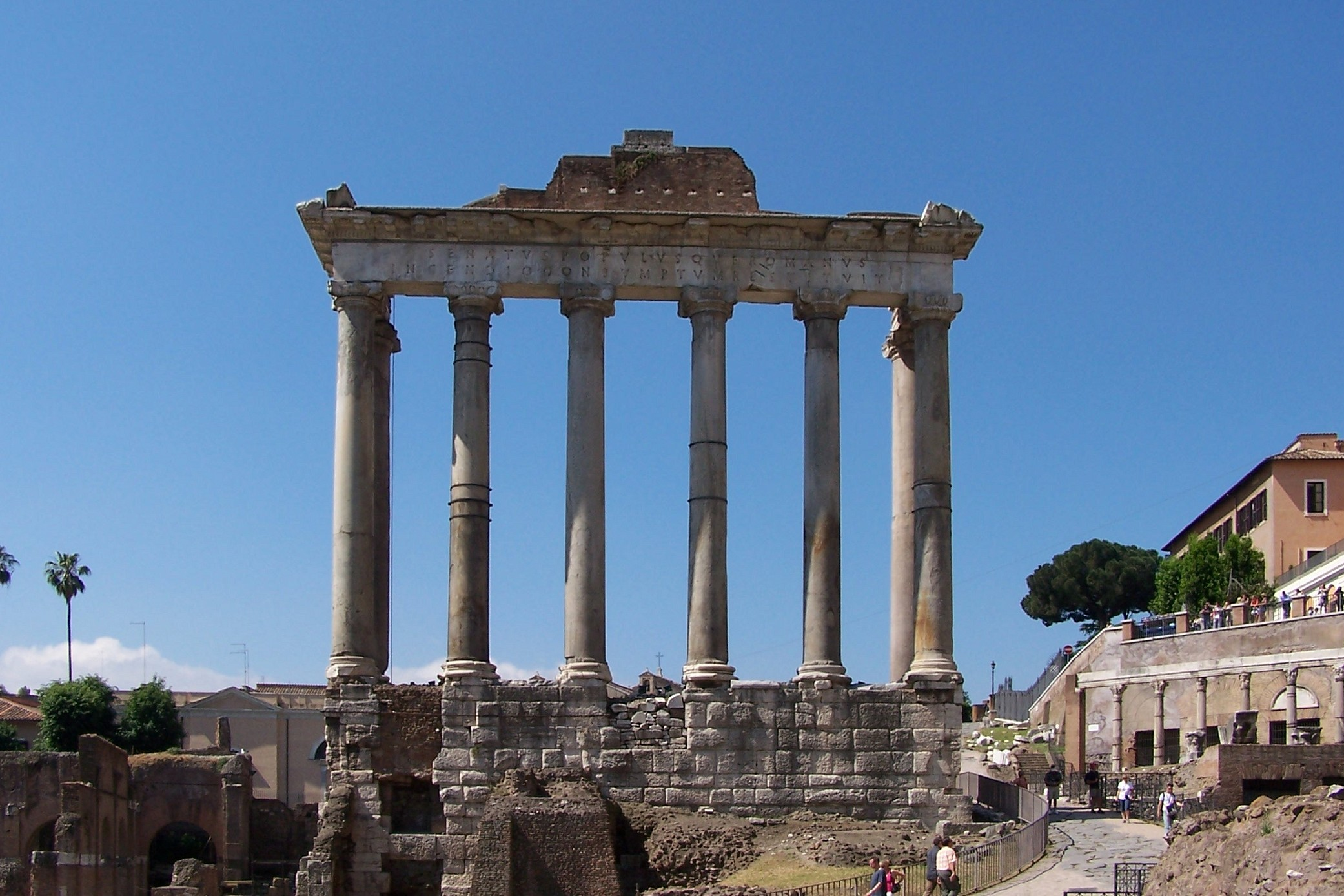
El templo de Saturno visto de cara desde el Foro Romano.
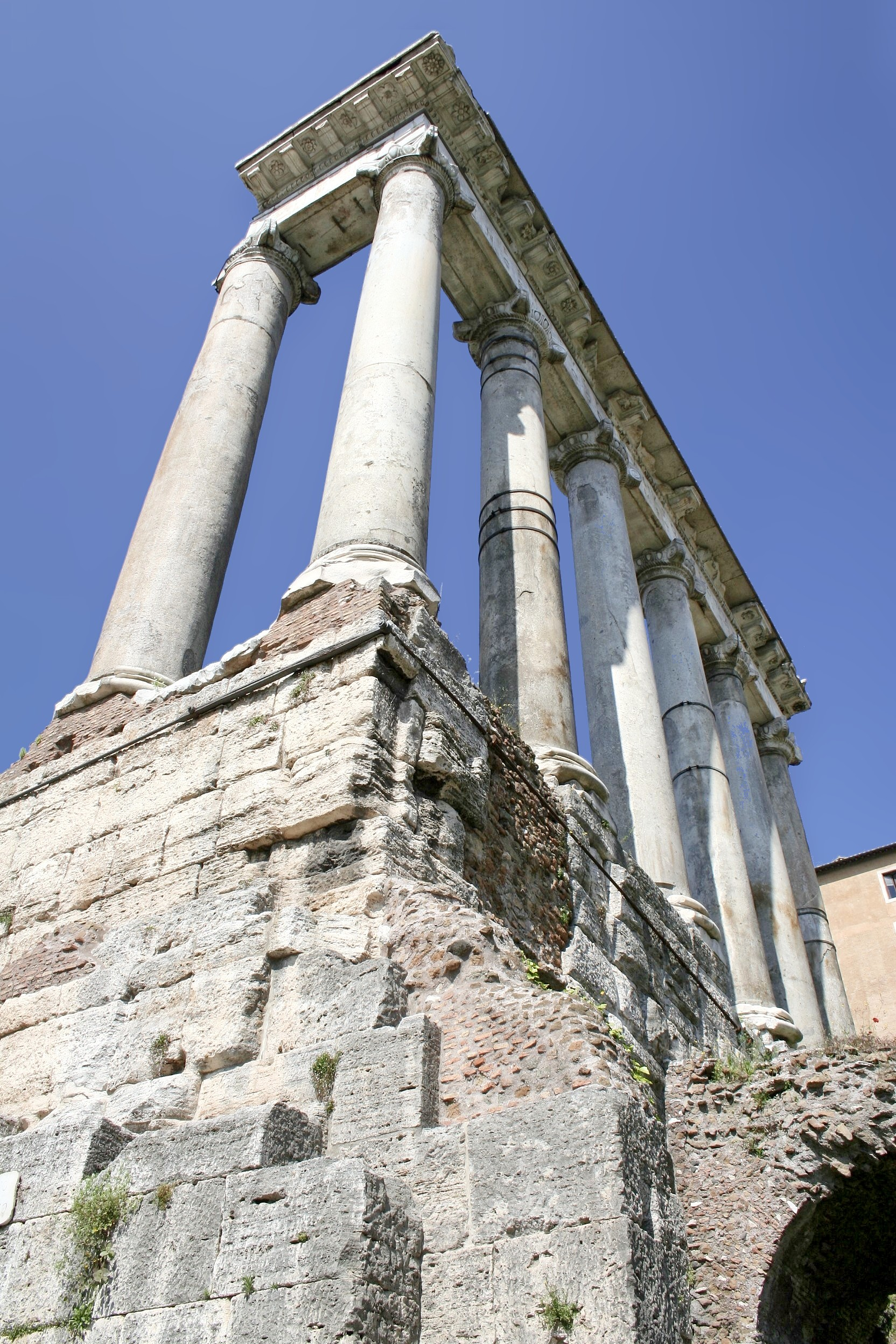
El templo visto desde abajo, con su impresionante cimiento.

#### Decoración interior
Según las fuentes antiguas, la estatua de Saturno en la cella, tallada en madera y llena de aceite de oliva para evitar que la madera se degradara, está recubierta de una tela y provista de una guadaña. Las piernas de la estatua estaban envueltas en tiras de lana que no se retiraban más que el 17 de diciembre, primer día de las Saturnales. En esas fiestas los esclavos se hacían «libres», excepcionalmente liberados del deber de servir a sus amos. Según la tradición que se perpetuó, las festividades daban lugar a intercambio de regalos.

Verrio Flaco dice que no sabe por qué Saturno está representado en el cepo. Esta es la razón que me da Apolodoro. Él sostiene que Saturno está encadenado durante el año, con un lazo de lana, que afloja el día de su fiesta, en el mes de diciembre, donde nos encontramos nosotros; y de ahí procede el proverbio que: «los dioses con pies de lana». [...] Dicen que está atado, debido a que las diversas partes del tiempo están unidas entre sí por las leyes ordinarias de la naturaleza; o porque la sustancia de los frutos se forma de nudos y fibras enlazadas. Por último, la fábula quiere que su guadaña haya caído en Sicilia, porque este país es muy fértil.
Macrobio, Saturnales, libro I, VIII.

### Localización del Erario
Los vestigios en su estado actual hacen pensar que el interior de la escalera frontal estaba hueca para albergar una pequeña pieza que se ha identificado como el Erario. La habitación no es tan alta como podría de aprovechar el espacio bajo los escalones, y es relativamente estrecha, con el ancho de una o dos cámaras paralelas abovedadas. Según el arqueólogo italiano Giuseppe Lugli, la pieza podría alcanzar los 4,80 metros de ancho por 9,15 metros de profundidad. Una abertura situada en el centro de la anchura oriental, un poco más baja que el tamaño de un hombre y de la que solo queda el umbral en mármol, permitía acceder al espacio desde el Foro·. Los bloques que forman el umbral están perforados por dos filas de pequeños agujeros, la fila exterior casi alineada con la fachada. Según una primera hipótesis, estos agujeros podrían corresponder a una puerta en forma de barrera pero la presencia de plomo indicaría más bien que la abertura se convirtió en una ventana equipada con barrotes sellados con este metal.